# Cylistosoma fairmairei
Cylistosoma fairmairei är en skalbaggsart som först beskrevs av André Théry 1899.  Cylistosoma fairmairei ingår i släktet Cylistosoma och familjen stumpbaggar. Inga underarter finns listade i Catalogue of Life.